# 音数
音程中包含的全音和半音的数量，就叫音数。
- 全音的音数是1。
- 音数为1的一度称为倍增一度。如D♭—D#，F—F，A#—A♭，B—B等。
- 音数为1的二度称为大二度。如：B—C#，E♭—F，B—A，D♭—E♭，A#-G#等。

- 半音的音数是2分之1。
- 音数为2分之1的一度称为增一度。如C—C#，D—D♭，F#—F，A♭—A等。
- 音数为2分之1的二度称为小二度。如：B—C，E—F，C#—D，D—E♭，G—A♭等。

## 半音
键盘乐器上，相邻的两个音就构成半音关系。
半音只能指两个音之间的关系，一个音是无法称为半音的。半音分为自然半音和变化半音两种。
- 自然半音就是由相邻的基本音级及它们的变化音级构成的半音，如B—C，E—F，C—D♭，G—A♭，Fx—G#等。

自然半音在音程上称为小二度。
- 变化半音就是某一个基本音级和它自己的变化音级构成的半音，如C—C#，D—D♭，F#—Fx，A♭—A等。

变化半音在音程上称为增一度。